# Silesaurus
Silesaurus là một chi dinosauriformes sống vào thời kỳ Trias muộn, khoảng 230 triệu năm trước tại nơi ngày nay là Ba Lan.